# Agnieszka Więdłocha
Agnieszka Ewa Więdłocha-Pawlicka (ur. 12 stycznia 1986 w Łodzi) – polska aktorka teatralna, filmowa i telewizyjna, działaczka społeczna.

## Życiorys
Ukończyła szkołę muzyczną. Absolwentka łódzkiej Państwowej Wyższej Szkoły Filmowej, Telewizyjnej i Teatralnej im. Leona Schillera (2009). Aktorka Teatru im. S. Jaracza w Łodzi. Jest laureatką „Złotej Maski” – łódzkiej nagrody teatralnej – za najlepszy debiut sezonu 2009/2010. Rozpoznawalność przyniosła jej rola Leny Sajkowskiej w serialu wojennym Czas honoru, emitowanym na antenie stacji telewizyjnej TVP2, oraz role w M jak miłość i Lekarzach. W 2016 roku wystąpiła w serialu Komisarz Alex jako podkomisarz Ewa Krassowska. 9 stycznia 2019, wraz z Maciejem Stuhrem, została prowadzącą audycji Planeta singli na antenie Radia Zet. W 2020, za niesienie pomocy kombatantom, wraz z mężem została odznaczona Medalem „Pro Patria”.

## Życie prywatne
Od kwietnia 2014 do lipca 2016 była związana z Sebastianem Fabijańskim. W 2018 roku poślubiła Antoniego Pawlickiego, z którym ma dwoje dzieci.
Ma młodszego brata Piotra.

## Filmografia

### Filmy
| Rok  | Tytuł                                           | Rola                                   | Uwagi                                  |
| ---- | ----------------------------------------------- | -------------------------------------- | -------------------------------------- |
| 2008 | Historia samotności                             |                                        | etiuda szkolna                         |
| 2008 | Kanalie                                         |                                        | etiuda szkolna                         |
| 2008 | Trening                                         |                                        | etiuda szkolna                         |
| 2009 | Incydent                                        | Marta                                  | film krótkometrażowy                   |
| 2010 | W pętach gorsetów                               |                                        | film animowany (krótkometrażowy); głos |
| 2011 | Nie ten człowiek                                | dziewczyna przed ekranami              |                                        |
| 2012 | Komisarz Blond i Oko sprawiedliwości            | Julia                                  |                                        |
| 2013 | Syberiada polska                                | Cynia Bialer                           |                                        |
| 2014 | Mój alkoholiku                                  | Weronika                               | etiuda szkolna                         |
| 2016 | Planeta singli                                  | Ania Kwiatkowska                       |                                        |
| 2016 | Gejsza                                          | Maja                                   |                                        |
| 2016 | Czułość                                         | Dominika                               |                                        |
| 2017 | Po prostu przyjaźń                              | Julia Danielewicz                      |                                        |
| 2017 | Gotowi na wszystko. Exterminator                | Magda                                  |                                        |
| 2018 | Kobieta sukcesu                                 | Amanda „Mańka” Walicka                 |                                        |
| 2018 | Planeta singli 2                                | Ania Kwiatkowska                       |                                        |
| 2019 | Planeta singli 3                                | Ania Kwiatkowska                       |                                        |
| 2019 | Proceder                                        | Monika                                 |                                        |
| 2021 | Krime story. Love story                         | pielęgniarka Marta, partnerka „Wajchy” |                                        |
| 2021 | Gierek                                          | Marzena Pazik, sekretarka Gierka       |                                        |
| 2022 | Gorzko, gorzko!                                 | kwiaciarka Klara                       |                                        |
| 2022 | Gdzie diabeł nie może, tam baby pośle – część 1 | Marzena Kafer                          |                                        |
| 2023 | Gdzie diabeł nie może, tam baby pośle – część 2 | Marzena Kafer                          |                                        |
| 2023 | Uwierz w Mikołaja                               | Anna                                   |                                        |
| 2023 | Zabij mnie, kochanie                            | Agata, przyjaciółka Natalii            |                                        |
| 2024 | Miłość jak miód                                 | Kamila, córka Majki                    |                                        |

### Seriale
| Rok       | Tytuł                  | Rola                      | Uwagi |
| --------- | ---------------------- | ------------------------- | --- |
| 2008–2014 | Czas honoru            | Lena Sajkowska-Markiewicz | odc. 3–23, 25–53, 58, 60, 62–66, 68, 70–88 |
| 2008      | Teraz albo nigdy!      | Rita                      | odc. 5, 10–11, 13 |
| 2010      | Klub szalonych dziewic | Anka                      | |
| 2011–2012 | M jak miłość           | Joanna Liberadzka-Zduńska | odc. 834, 837, 841–842, 846, 849–851, 853, 855, 857, 861, 863, 865, 868, 870–873, 875–877, 881–882, 884, 886, 888, 892–893, 895, 897, 899, 901, 903–904, 909, 911, 914, 917–919, 921–926, 928–929, 931–932, 937, 952 |
| 2011      | Na dobre i na złe      | Sonia                     | odc. 454 Wyścig o wszystko |
| 2012–2014 | Lekarze                | Beata Jasińska            | odc. 5–52, 54–65 |
| 2013      | Komisarz Alex          | Aneta Niziołek            | odc. 36 W hipnozie |
| 2013      | Lekarze po godzinach   | Beata Jasińska            | serial internetowy; spin-off serialu Lekarze; odc. 5, 9–11 |
| 2014      | Lekarze nocą           | Beata Jasińska            | serial internetowy; spin-off serialu Lekarze; odc. 7 |
| 2015      | Ojciec Mateusz         | kelnerka                  | odc. 184 Sekretny układ |
| 2016      | Zakręcone              | Ula                       | serial internetowy; odc. 1–6 |
| 2016      | Komisarz Alex          | Ewa Krassowska            | odc. 92–104 |
| 2016      | Powiedz tak!           | Justyna                   | wykonanie utworów: „Gdybym miał gitarę”, „Chachary” |
| 2017      | Świat według Kiepskich | Ilsa Lund                 | odc. 528 Mężczyzna w kapeluszu |
| 2021      | Receptura              | Maria Kielicz             | |
| 2023      | Mój agent              | ona sama                  | odc. 1, sezon 2 |

### Dubbing
| Rok  | Tytuł                            | Rola                                | Uwagi                                                          |
| ---- | -------------------------------- | ----------------------------------- | -------------------------------------------------------------- |
| 2011 | Największy z cudów               |                                     | film animowany; tyt. oryg. El gran milagro; polski dubbing     |
| 2013 | Oz: Wielki i potężny             | Theodora / Zła Czarownica z Zachodu | tyt. oryg. Oz: The Great and Powerful; polski dubbing          |
| 2014 | Kapitan Ameryka: Zimowy żołnierz | Kate / Agentka 13                   | tyt. oryg. Captain America: The Winter Soldier; polski dubbing |
| 2016 | Kapitan Ameryka: Wojna bohaterów | Sharon Carter                       | tyt. oryg. Captain America: Civil War; polski dubbing          |
| 2021 | Falcon i Zimowy Żołnierz         | Sharon Carter                       |                                                                |

## Role teatralne
- Pod mlecznym lasem (reż. Michał Staszczak); przedstawienie w wykonaniu studentów PWSFTviT w Łodzi[11]
- Rowerzyści V. Schmidta (reż. A. Augustynowicz) jako Lina (Teatr im. S. Jaracza w Łodzi, Teatr Współczesny w Szczecinie)
- Nad M. Bielińskiego (reż. W. Zawodziński) jako Olga (Teatr im. S. Jaracza w Łodzi)
- Survival S. Blocka (reż. B. Sass) jako Rachel (Teatr im. S. Jaracza w Łodzi)
- Dybuk Sz. An-skiego (reż. M. Grzegorzek) jako Lea (Teatr im. S. Jaracza w Łodzi)
- Barbelo, o psach i dzieciach B. Srbljanović (reż. A. Augustynowicz) jako Milica (Teatr im. S. Jaracza w Łodzi)
- Komediant (reż. Agnieszka Olsten) jako Sara (Teatr im. S. Jaracza w Łodzi)
- Kto się boi Virginii Woolf? (reż. Jacek Poniedziałek) jako Skarbie (Teatr Polonia w Warszawie)
- Czarownice z Salem (reż. Mariusz Grzegorzek) jako Abigail Williams (Teatr im. S. Jaracza w Łodzi)
- Polowanie na łosia jako Eliza (Teatr Imka w Warszawie)

## Nagrody i wyróżnienia
- 2009: Nagroda 49. Kaliskich Spotkań Teatralnych za rolę Liny w spektaklu Rowerzyści
- 2009: Wyróżnienie na IX Ogólnopolskim Festiwalu Dramaturgii Współczesnej „Rzeczywistość przedstawiona” w Zabrzu za rolę Liny w spektaklu Rowerzyści
- 2010: Złota Maska za najlepszy debiut sezonu 2009/2010 za role w spektaklach Dybuk, Nad i Survival
- 2010: Srebrny Pierścień za najlepszą kreację aktorską sezonu 2009/2010 za rolę Lei w spektaklu Dybuk
- 2017: Złota maska za najlepszą rolę żeńską w sezonie 2016/2017 za rolę Abigail Williams w spektaklu Czarownice z Salem

## Odznaczenia
- 2020: Medal „Pro Patria”